# William E. Smith
William E. Smith (Inverness, 18 giugno 1824 – Milwaukee, 13 febbraio 1883) è stato un politico e imprenditore statunitense. Fu senatore per lo Stato del Wisconsin dal 1858 al 1865 e il 14º governatore del Wisconsin dal 1878 al 1882.

## Biografia
Smith nacque a Inverness, in Scozia nel 1824, figlio di Alexander e Sarah (Grant) Smith. Emigrò negli Stati Uniti con la sua famiglia da bambino e visse con la sua famiglia a New York e nel Michigan. Frequentò le scuole comuni prima di lavorare come commesso quando aveva 17 anni. Nel 1846 lavorò per Lord & Taylor e l'anno seguente lavorò per un'azienda all'ingrosso. Nel 1849 si trasferì a Fox Lake, nel Wisconsin, per diventare socio in una società mercantile.
Ricoperse diverse posizioni politiche nel Wisconsin e servì due mandati nell'assemblea statale del Wisconsin a partire dal 1851, ricoprendo anche il ruolo di relatore durante il secondo mandato. Originariamente era un Whig. Politicamente aiutò a organizzare il nuovo Partito Repubblicano nel 1854. Prestò due mandati al Senato dello Stato del Wisconsin dal 1858 al 1865 e fu tesoriere del Wisconsin dal 1866 al 1870. Fu nuovamente eletto all'Assemblea di Stato nel 1871. Fu membro del consiglio di amministrazione delle scuole dal 1858-1876 e direttore della prigione di stato dal 1874 al 1878.
Nel 1872, Smith si trasferì a Milwaukee e co-fondò la catena di supermercati Roundy. Fu eletto governatore nel 1877 e prestò due mandati dal 1878 al 1882.
Morì il 13 febbraio 1883 a Milwaukee; è sepolto nel Forest Home Cemetery a Milwaukee.  Smith e sua moglie Mary Booth si sposarono nel Michigan nel 1849. Avevano quattro figli.